# Calor

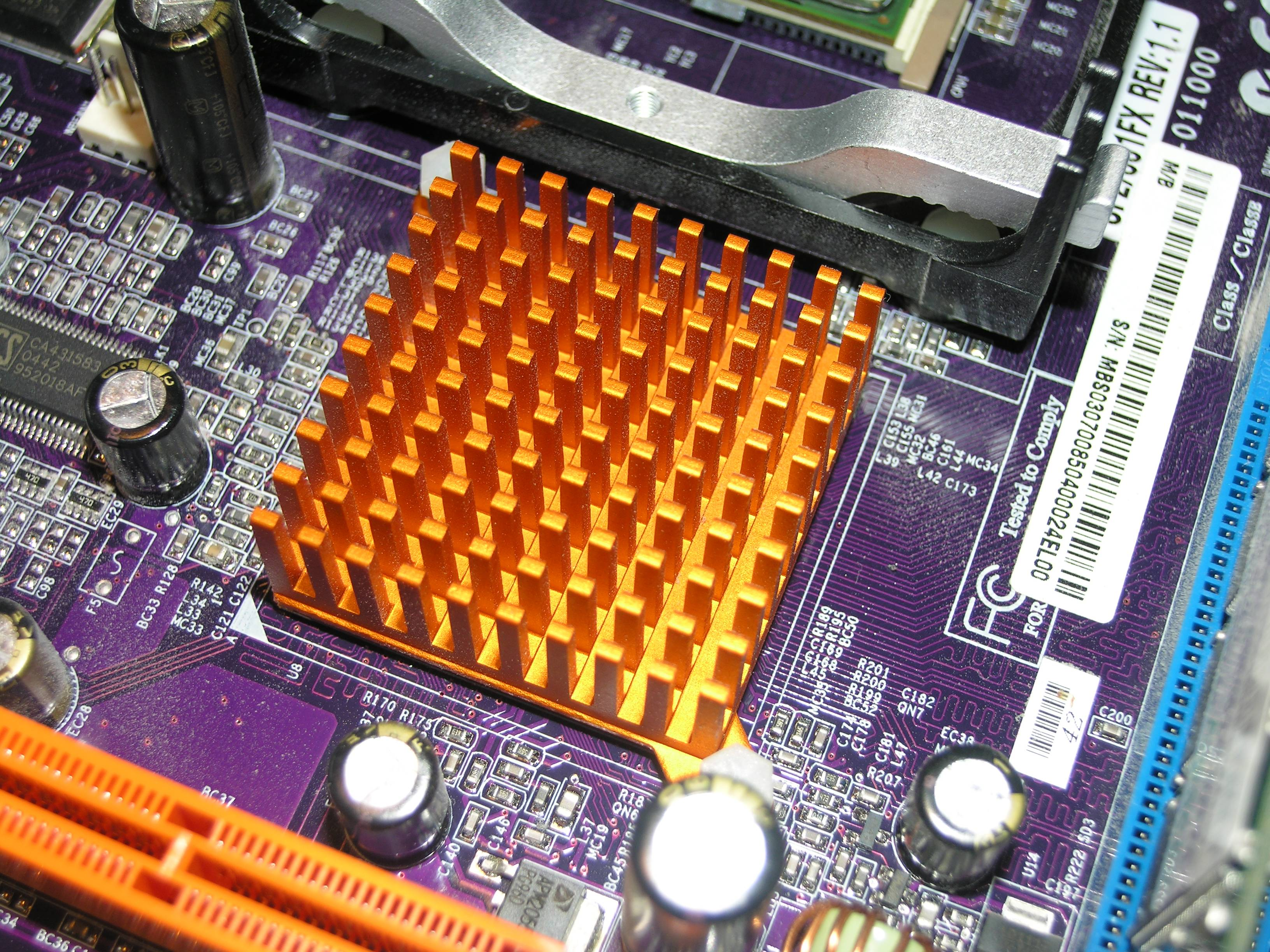
Dissipador de calor em uma placa de computador.

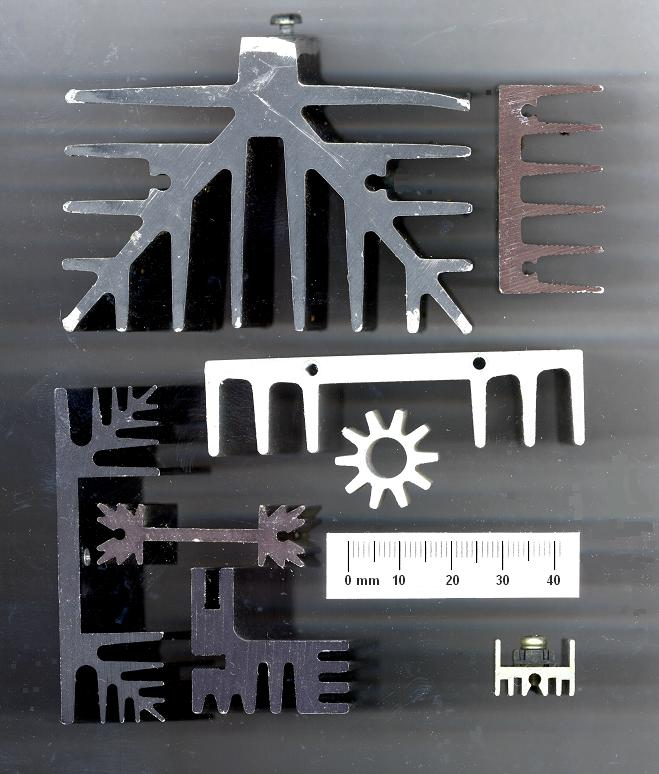
Os dissipadores de energia térmica têm por função maximizar o calor entre as partes às quais se prendem e o ambiente externo. São de uso muito frequente em placas de circuitos eletrônicos.

Em física, engenharia, e outras áreas da ciência e tecnologia, calor é energia que é transferida entre parcelas de matéria (incluindo sólidos, líquidos, gases, e plasmas)  devido à diferença de temperaturas entre elas.
No sistema métrico (SI), a unidade para expressar quantidades de energia — e, portanto, a quantidade de calor — é o joule (J).  Outra unidade, usada principalmente em nutrição é a caloria, equivalente a 4184 joules.
Calor, no sentido técnico acima, não deve ser confundido com temperatura. Esta é geralmente expressa em graus Celsius (°C) ou, em textos científicos, em kelvins (K).  Entretanto, os dois conceitos estão estreitamente relacionados. Uma das leis fundamentais da termodinâmica é que, quando dois corpos estão em contato, o calor flui do que tem maior temperatura para o que tem menor temperatura, o que tende a fazer com que as temperaturas se aproximem uma da outra.

## História

### Equivalência de energia e calor
Desde a Pré-História sabe-se que o calor é algo que geralmente flui de objetos mais quentes para objetos mais frios. Na Idade Moderna e Renascença, foi formulada a teoria do calórico, suposto fluido que constituiria o calor.  Nessa teoria, combustíveis conteriam quantidade desse fluido, que seria liberado na combustão. A observação de que o atrito de dois corpos gerava calor levou também a supor que o desgaste dos sólidos liberava calórico armazenado neles. Lavoisier inicialmente incluiu o calórico em sua tabela de elementos químicos.
A noção de que o calor é uma forma de energia surgiu, em termos históricos, muito recentemente no desenvolvimento da ciência. Em 1798, Benjamim Thompson (também conhecido como o Conde de Rumford), supervisionando a perfuração de canhões do arsenal de Munique, notou que o calor era liberado mesmo depois que as brocas ficavam cegas; o que contrariava uma opinião então vigente, de que o calor liberado era consequência de um suposto menor calor específico das aparas de ferro em relação ao ferro maciço.
Em 1799, Humphry Davy pôs por terra outra hipótese dos defensores do calórico, que dizia que o ar era a fonte desse calor. Atritando dois pedaços de gelo no vácuo, por um mecanismo automático, fê-los derreter.
Poucos anos mais tarde Julius Robert Meyer propôs a equivalência entre trabalho e calor; resultado que, entretanto, seria confirmado apenas em 1849 por James Prescott Joule no seu artigo "Sobre o Equivalente Mecânico do Calor", lido perante a Royal Society.

## Conceitos importantes

### Calor não é nem energia térmica nem energia interna
O calor é apenas energia transferida entre corpos, não energia armazenada nos corpos. Não tem sentido dizer que um dado corpo "contém" ou "possui" uma certa quantidade de calor. A transferência de uma quantidade Q de calor (energia) para um corpo causa um aumento de Q na sua energia interna; mas esta é composta por duas parcelas, a energia térmica (energia cinética dos movimentos incoerente dessas partículas) e a energia potencial (que inclui a energia armazenada na distorção de ligações entre átomos). 
A transferência de calor entre corpos (ou partes de um corpo) por contato não é a única maneira de mudar a energia interna de um sistema.  Esta pode ser alterada exercendo ou extraindo trabalho mecânico no ou do sistema, ou por meio de campos elétricos, magnéticos ou gravitacionais,

### Transferência e fluxo de calor por condução
A transferência de calor entre corpos sólidos em contato ocorre por condução: interações entre as partículas adjacentes à fronteira, que transferem a energia térmica no sentido da maior temperatura para a menor temperatura.
O mesmo mecanismo é responsável pela transferência de calor entre partes diferentes do mesmo corpo sólido que não está a uma temperatura uniforme.  O corpo em questão pode ser conceitualmente dividido em inúmeros corpos pequenos, cada qual com temperatura aproximadamente uniforme.  O fluxo do calor dentro do corpo consiste então das transferências de calor através das fronteiras entre essas várias partes.
O calor transferido ente dois sistemas complexos — como entre o corpo humano e o ar ambiente, ou entre os oceanos e a atmosfera — é a soma do calor transferido através de todas as partes da fronteira entre os dois sistemas.

### Transferência de energia por radiação
Além de transferência por contato ("condução"), costuma-se dizer que calor também pode ser transferido por "radiação".  Na verdade, este fenômeno é uma transferência indireta de energia: parte da energia térmica (energia cinética das vibrações das partículas) de um corpo produzem ondas eletromagnéticas, que, ao atingir o segundo corpo, causa um aumento da energia térmica de suas partículas.  Esta forma de transmissão de energia portanto pode ocorrer entre corpos separados por vácuo ou grandes distâncias (como entre o Sol e a Terra) ou através de meios materiais transparentes à radiação (como através de uma folha de vidro).

### Transferência de energia por troca de matéria
Outra maneira de transferir energia interna entre dois sistemas, ou duas partes do mesmo sistema, é através da transferência de matéria.
Por exemplo, se a parede que separa dois volumes de gás com temperaturas diferentes é removida subitamente, ocorre o fenômeno de difusão: as moléculas de gás de cada volume atravessam a fronteira ideal onde estava a parede e se misturam às do outro volume, levando consigo sua energia cinética.  Outras variantes deste modo de transferência de energia ocorrem quando dois líquidos miscíveis são colocados em contato, e quando há dissolução ou cristalização entre um sólido e um líquido de temperaturas diferentes.
Outra modalidade semelhante de transferência de energia é quando uma porção de matéria, por exemplo um fluido, passa de um sistema para o outro (ou de uma parte a outra do mesmo sistema) sem se misturar de imediato.  Por exemplo, a energia captada por um aquecedor solar é transferida para o tanque de água quente pelo movimento da água aquecida.
O termo convecção é usado, em particular, quando o movimento do fluido que transporta a energia é gerado por diferenças de temperatura que o tornam mais ou menos denso que o fluido ao redor.  Por exemplo, ao se ferver água numa panela, há transferência de calor por condução entre a chama e o fundo da panela, através do fundo da panela, e do fundo da panela para a camada fina de água em contato com o mesmo.  O aquecimento dessa água a torna menos densa que a água acima dela, criando um sistema de correntes que transportam a energia — por convecção — para o resto da panela.

## Unidades de medida
Embora a caloria (cal) corresponda à unidade usualmente empregada, a unidade para a medida de calor no Sistema Internacional (SI) é o joule (J). Uma caloria corresponde a aproximadamente 4,18 joules. De uso não pouco comum é também a unidade imperial BTU - British Termal Unit, em português, unidade térmica britânica. A BTU equivale a aproximadamente 252,2 calorias.

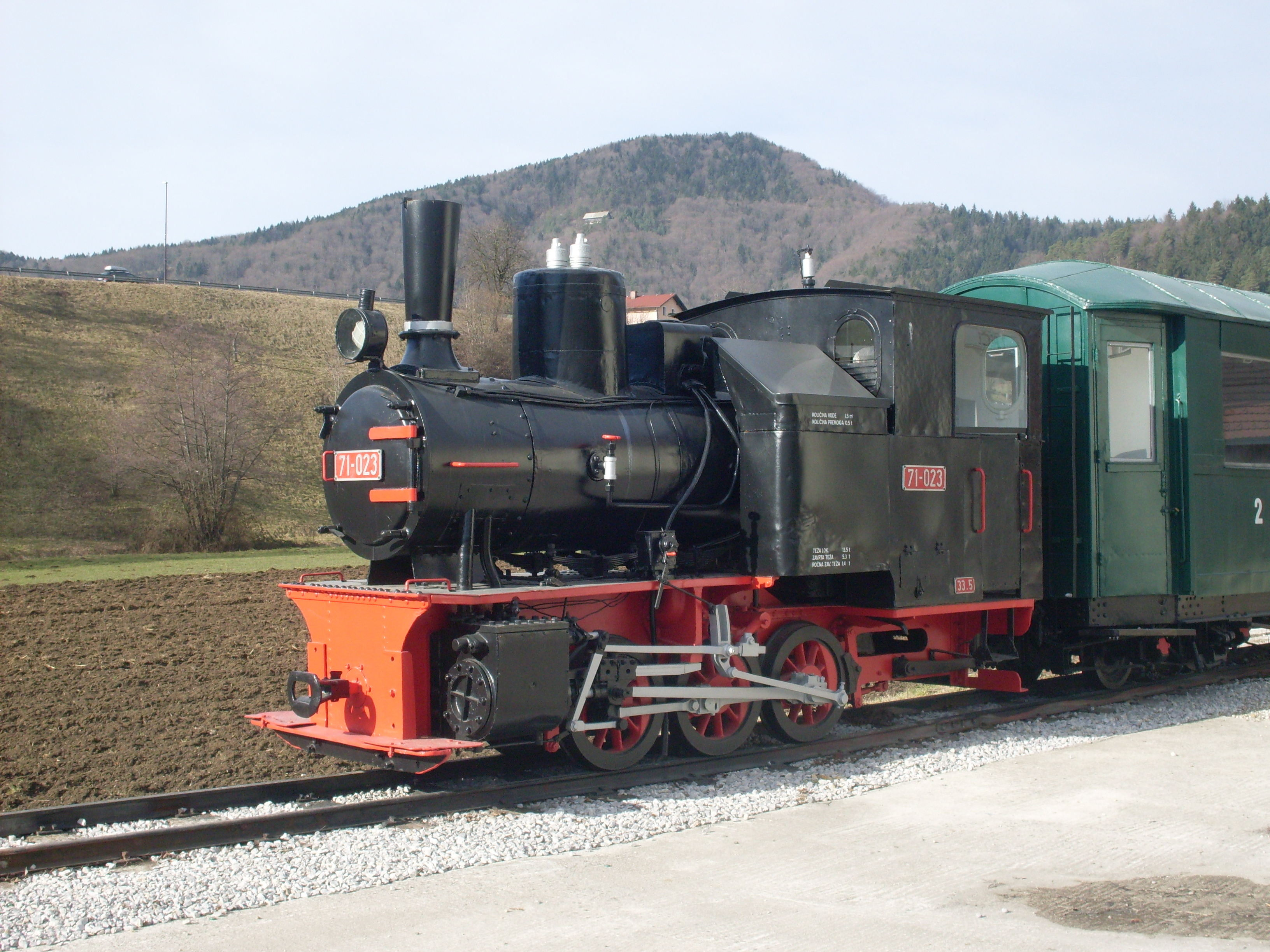
Uma locomotiva a vapor. A importância econômica e social das máquinas térmicas constituiu, e ainda constitui, grande incentivo aos estudos e aos avanços na área da termodinâmica; entre eles a compreensão da verdadeira natureza do calor. Em dias atuais é inconcebível a vida sem os motores de combustão interna, a exemplo.

O conceito de calor utilizado pela população é o já há muito estabelecido em senso comum, conceito esse notoriamente ainda apegado à ideia do calórico; fluido cuja existência há muito já foi contestada pela ciência. Em pleno verão ou mesmo no outono, as pessoas costumam reclamar da temperatura: "Que calorão!"; "Que calor insuportável!"; e vestem roupas leves quando a temperatura sobe a fim de diminuir o calor; e se agasalham quando a temperatura ambiente cai a fim de "conservarem o calor" de seus corpos e não exporem seus organismos às alterações térmicas que prejudicariam sua estabilidade. Poucas são as vezes nas quais acabam acertando nas expressões, e quando o fazem, o fazem contudo por motivos ainda incorretos: o ar refrigerado dá uma agradável sensação de bem-estar porque é regulado para manter o calor em nível agradável, sejam quais forem as alterações climáticas que ocorram no ambiente externo.
É certamente correto afirmar que o corpo humano é, tanto fisiologicamente quanto sensorialmente, sensível ao calor. Embora fisiologicamente também sensível à temperatura, sensorialmente, a percepção de quente ou frio que o sentido do tato provê encontra-se associada ao calor entre o corpo e o meio, e não à temperatura do corpo ou ambiente em questão. Quando há calor em demasia do corpo para o ambiente, tem-se a sensação e reações orgânicas associadas ao "frio"; e quando há pouco ou nenhum calor do corpo para o ambiente - ou mesmo calor do ambiente para o corpo, o que ocorre em condições não muito frequentes - tem-se a sensação de "quente", ou de forma notoriamente controversa, a "sensação de calor" em senso comum.
Sendo o tato dotado de um sensor de calor e não de temperatura, esse jamais deve ser usado como termômetro para inferir a temperatura de uma outra pessoa; sob pena de incorrer-se em equívocos, que não obstante podem implicar inclusive o risco de morte. A fim de se estabelecer corretamente se um pessoa está ou não com febre, e se por tal essa deve ou não ser medicada com antipiréticos, deve-se usar um termômetro clínico, jamais o tato.
Além de ligar-se ao bem-estar, o calor também é muito importante no cotidiano. Com o calor cozinham-se os alimentos, aquece-se a água, secam-se a roupas, evapora-se o suor, e é graças a ele que diversos outros fenômenos indispensáveis à vida moderna ocorrem.
Na indústria, o calor é utilizado para levarem-se os minérios dos metais ao ponto de fusão para que, a partir dos metais reduzidos, produzam-se variados utensílios, de arados a armas de guerra. Calor é necessário para preparar a cerâmica, para produzir papel, tecidos e vidro. O calor obtido a partir da queima de combustível em motores é a fonte primária de energia utilizada para movimentar máquinas térmicas, como automóveis, navios, aviões e foguetes. Nas usinas termoelétricas e nucleares, o calor aquece o fluido até o ponto de ebulição, e o vapor gerado faz girar as turbinas que estão ligadas a geradores, e nesse ponto temos a transformação de energias mecânica em energia elétrica.
O calor, quer associado a finalidades antrópicas quer não, provém de diversas fontes. Praticamente todas, incluso as mais relevantes ao ser humano, remontam de alguma forma, à exceção da energia nuclear, ao sol ou à dinâmica de formação do sistema solar.
Embora certamente evidente no dia-a-dia, só recentemente a natureza do calor foi compreendida pela ciência. Até o final do século XVIII os cientistas propunham que o calor era uma espécie de fluido imponderável - sem massa e invisível - que, quando presente, aquecia, ou em ausência, resfriava os corpos. Deram a essa substância o nome de calórico, e o equilíbrio térmico era mantido quando os corpos ganhavam ou perdiam calórico.
Antecedendo o conceito de calórico, nos primórdios do estudo da criogenia houve inclusive a hipótese de que um "fluido frio", e não o calórico, é que seria o fluido atrelado à temperatura dos corpos. Tal hipótese foi a que fundamentou a proposta inicial da escala célsius de temperatura; nela definindo-se que à água em ebulição associar-se-ia a temperatura de zero graus célsius; e que tal fluido congelar-se-ia à temperatura de cem graus célsius; sendo tais temperaturas de referência intercambiadas somente algum tempo depois. A temperatura era notoriamente entendida à época, hoje sabido de forma incorreta, como uma medida da concentração de calórico, ou de "fluido frio", em um dado corpo.
Em 1798, o físico Benjamim Thompson, mais conhecido como Conde Rumford, em seus trabalhos de perfuração de tubos de canhão para o exército inglês, observou que o atrito aquecia os metais, e que as temperaturas elevadas perduravam por algum tempo nas peças atritadas. Podendo essas contudo serem continuamente reaquecidas via atrito, o calor não tardou em ser reconhecido como uma forma de energia passível de ser obtida a partir do trabalho mecânico. Seguindo a linha de raciocínio, o químico inglês Juchg Heghref propôs que essa hipótese poderia ser facilmente demonstrada, bastando para tal esfregarem-se dois blocos de gelo, o que os aqueceria e os levaria ao derretimento, mesmo esses inicialmente não possuindo ou possuindo pouco calórico. Mantida a hipótese do calórico, essa deveria implicar a possibilidade desse ser produzido a partir do nada.
Foi o físico alemão Hermann Von Helmholtz que, em 1847, estabeleceu a definição de calor como uma forma de energia, afirmando que para todas as formas de energia há o equivalente em calor. A ideia foi posteriormente corroborada por seu colega inglês James Prescott Joule. Construindo um aparelho simples, que aproveitava o trabalho mecânico produzido pela queda de corpos, Joule mediu a quantidade de energia mecânica necessária para elevar por agitação a temperatura de uma certa quantidade de água, e por comparação, estabeleceu o equivalente mecânico do calor.
O avanço que seguiu-se no tocante aos estudos na área, sobretudo impulsionados pela importância histórica do advento das máquinas térmicas, mostrou efetivamente que, assim como o movimento produz calor, o calor, por sua vez, também pode produzir movimento. Seguindo-se o curso histórico, gradualmente a antiga hipótese do calórico digladiou-se com a hipótese da atualmente bem-estabelecido energia térmica e, perdendo a batalha, a hipótese do calórico acabou suprimida do paradigma moderno concernente à termodinâmica dos sistemas físicos.

## Considerações iniciais

### Calor e a Física

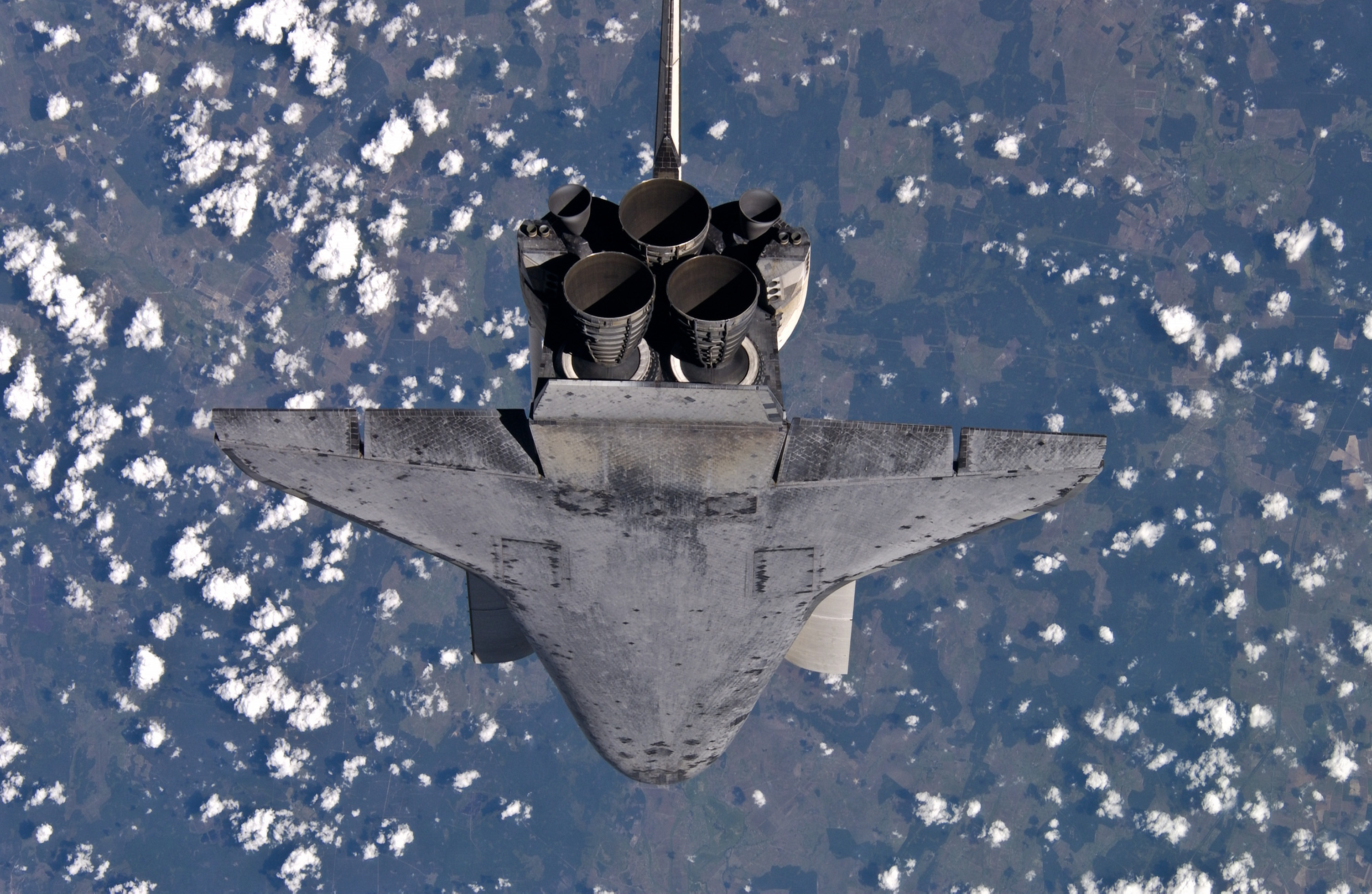
Blindagem térmica do ônibus espacial Discovery. Ao regressar à Terra, movendo-se a 28.000 km/h, o atrito com a atmosfera eleva a temperatura na porção inferior da nave à ordem dos milhares de graus célsius. A blindagem serve para impedir que haja calor entre a nave e a porção externa superaquecida durante a reentrada. Uma falha na proteção foi responsável pelo desastre com o Columbia.

Embora grandezas termodinâmicas, ao contrário do que ocorre com a energia interna e suas variações, calor e trabalho não são funções de estado; ou seja, o calor e o trabalho envolvidos em processos termodinâmicos não dependem apenas dos estados inicial e final do sistema em transformação.
A quantidade de calor e trabalho envolvidos em um processo são explicitamente dependentes do caminho, no espaço de estados, associado à transformação; literalmente da forma como o sistema evolui do estado inicial A para o estado final B, quer via uma evolução quase-estática e reversível - a geralmente e antes considerada - quer via processo abrupto ou irreversível. Provido que, ao término, os estados inicial A e final B do sistema sejam sempre os mesmos, evoluções diferentes implicam quase sempre valores diferentes para as grandezas trabalho e calor.
Calor e trabalho não são pois propriedades do sistema em si, e suas definições não permitem que associem-se aos mesmos potenciais termodinâmicos correlatos.
Segue-se pois que é a rigor incorreta qualquer afirmativa que tente atribuir ao sistema, ou a parte do mesmo, as posses de calor ou trabalho. Expressões como "a água quente tem mais calor que a água fria", onde notoriamente associa-se ao sistema uma quantidade específica de calor em cada estado - e interpreta-se a temperatura como uma medida desse calor - são, frente aos rigores do paradigma moderno, completamente descabidas. Da mesma forma, visto que não se pode transferir o que não se possui, a expressão "transferência de calor", se interpretada ao pé da letra, transmite também uma informação inverídica frente ao paradigma moderno concernente à energia interna, calor e trabalho. O uso de tais expressões é assim altamente desencorajado.
Certamente contraditório, é fato que tais expressões - talvez por razões históricas herdadas da hipótese do calórico - ainda circulam livremente entre a população; essas não se fazendo em nada raras também no meio acadêmico científico. Terminologias como "trocador de calor" e "dissipador de calor" são ainda aceitas como terminologias oficiais, amplamente empregadas para nomearem-se dispositivos cuja real função é estimular a existência de calor, e não promover a troca de calor, entre partes do sistema ou entre o sistema e a sua vizinhança. De forma correta, tais dispositivos são promotores de calor e não trocadores de calor.
O uso corriqueiro de tais expressões deixa evidente o fato de os termos calor e energia térmica - embora definidos por relações constitutivas bem diferentes - serem popularmente utilizados como sinônimos; e não bastando a conexão errônea, ambos são ainda utilizados como sinônimo do que nomeia-se geralmente por "energia calorífica", expressão essa talvez mais condizente mas não corretamente atrelada ao conceito de energia térmica.
Visto ser factualmente impossível suprimir-se o contato com tais expressões e silogias incorretas mesmo no círculo acadêmico, cabe aos profissionais no mínimo a função de interpretar corretamente as citadas expressões - e, dentro do possível, suprimir o seu uso. Um profissional ou mesmo um leigo a par da teoria moderna certamente darão à expressão "transferência de calor" a conotação correta, "transferência de energia térmica na forma de calor", o mesmo certamente o fazendo com as demais. E aconselha-se que o mesmo seja sempre feito, e sobretudo difundido tanto na linguagem falada como escrita, por todos.

### Calor e a Biologia

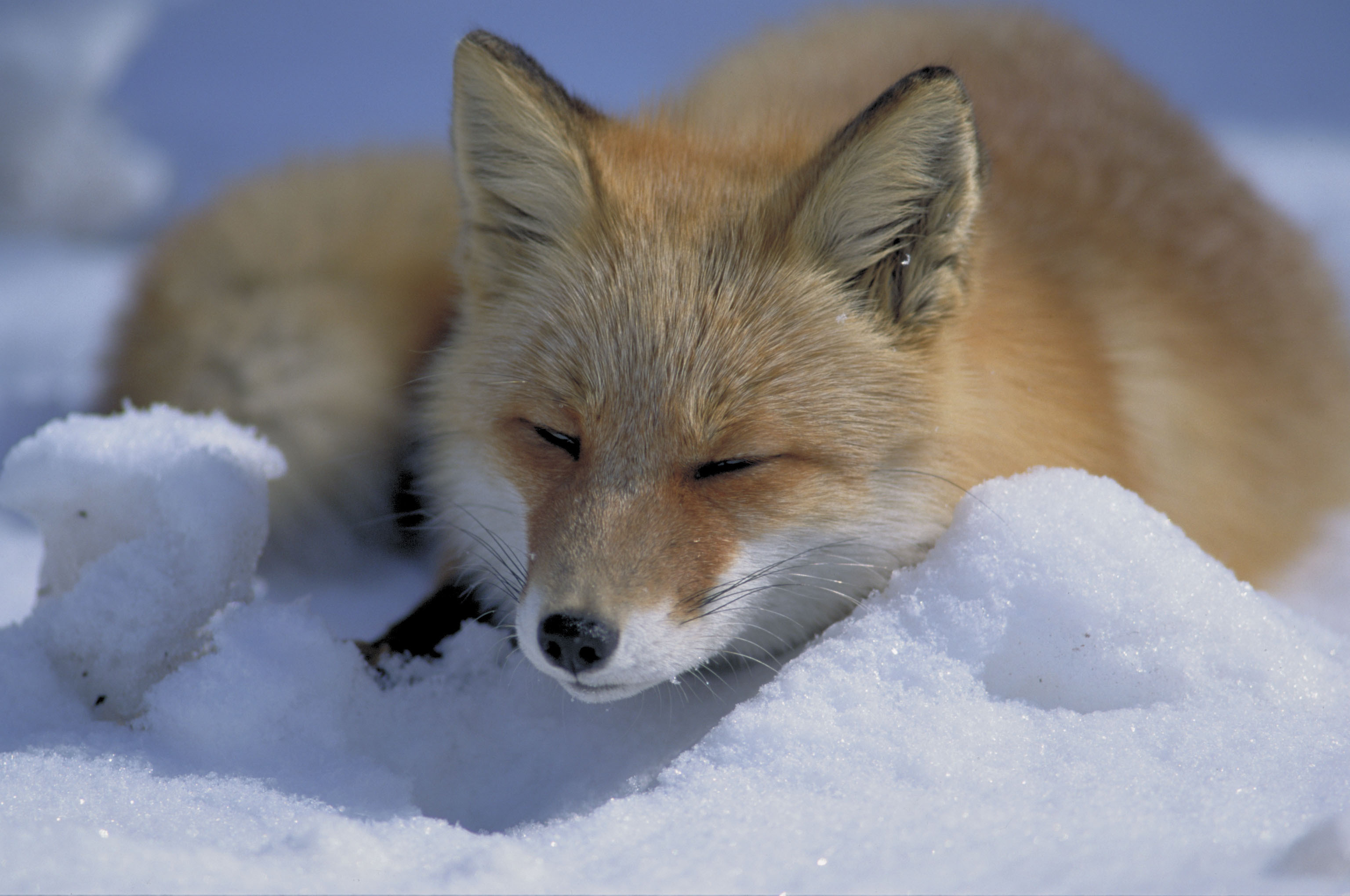
Raposa-do-ártico, animal homeotérmico, confortavelmente deitada na neve. Quanto mais baixa a temperatura ambiente, mais calor há entre seu organismo e o meio. A fim de manter o calor em níveis toleráveis, a raposa conta contudo com mecanismos que o minimizam a um patamar agradável; a exemplo, uma pelagem espessa e a natureza de sua pele, que constituem excelentes isolantes térmicos.

Se alguém afirmasse que quanto mais baixa é a temperatura ambiente, mais calor há; e que quando a temperatura ambiente sobe para valores próximos à temperatura corporal, o mal estar associado deve-se não ao excesso, mas sim à falta, de calor; isso certamente chamaria a atenção e seria motivo de espanto, se não para todos pelo menos para a grande maioria das pessoas. Pois cientificamente é exatamente isso que ocorre no caso dos organismos homeotérmicos, a exemplo o do ser humano.
Em organismos homeotérmicos há um sistema pertinente que regula a temperatura corporal, essa regulando-se normalmente em valor acima da temperatura média do ambiente no ecossistema ao qual os espécimes pertencem. Boa parte da fisiologia de tais organismos desenvolveu-se fundada em reações químicas isotérmicas, de forma que variações nas temperaturas corporais desses organismos implicam, quase sempre, risco de morte apreciável para os mesmos.
Os seres vivos homeotérmicos, assim como os pecilotérmicos, ingerem alimentos a fim de reporem as energias internas de seus corpos, que, em acordo com as leis da termodinâmica, diminuem constantemente. O funcionamento normal de um organismo e a relação que esse estabelece com o meio implicam certamente a existência de calor e trabalho entre o ser vivo e o ambiente. Energia é transferida para o meio via trabalho, que atrela-se em essência à locomoção e aos movimentos desencadeados pelo organismo; e o é também na forma de calor, visto que não raro há diferenças de temperaturas entre os organismos e o meio; essas persistentes no caso da homeotermia, encontrando-se o meio necessariamente à temperatura mais baixa.
Embora também dotados de energia térmica, os alimentos ingeridos são ricos em energia potencial, no caso a energia química, que é liberada de forma controlada pelo organismo a fim de suprir seus gastos energéticos, em uma cadeia de eventos conhecida como respiração celular. A respiração consiste literalmente na queima de material orgânico, sobretudo dos carboidratos, mediante reação com o oxigênio obtido do meio; esta fazendo-se contudo em etapas e com velocidade controladas de forma que a energia liberada venha a mostrar-se útil, e não  de forma a implicar a auto-incineração dos organismos . Como resultado do processo de respiração têm-se usualmente a água; o gás carbônico, que acaba expelido na expiração; energia química em forma mais adequada ao seu uso por outras partes do organismo; e, certamente, de forma similar a uma reação de combustão típica e de relevância no atual contexto, a energia térmica. Todo animal vivo, mesmo quando em estado de repouso ou hibernação, a fim de manter-se vivo, está a converter parte da energia química ingerida via alimentos em energia térmica; energia esta que não pode acumular-se no organismo, sob pena de um aumento gradual e desregrado na temperatura.
Os organismos vivos, com destaque para os homeotérmicos, de alguma forma têm que regular a quantidade de energia térmica que possuem. Como estão constantemente a converter energia química em térmica, a condição ideal para tal organismo é aquela na qual há uma diferença de temperaturas entre ele e o meio que determine, em função da área corporal e outros fatores, uma taxa de calor entre ele e o meio igual à taxa com a qual a energia térmica é produzida em seu organismo. Para um ser humano adulto em trajes de banho mas não dentro da água, em repouso, essa taxa é da ordem de 100 watts,  e a temperatura do ambiente para a qual verifica-se essa taxa de calor situa-se em torno de 20 a 22 ºC. Esses valores podem variar um pouco de pessoa para pessoa, sendo inclusive dependentes do nível de obesidade da pessoa.

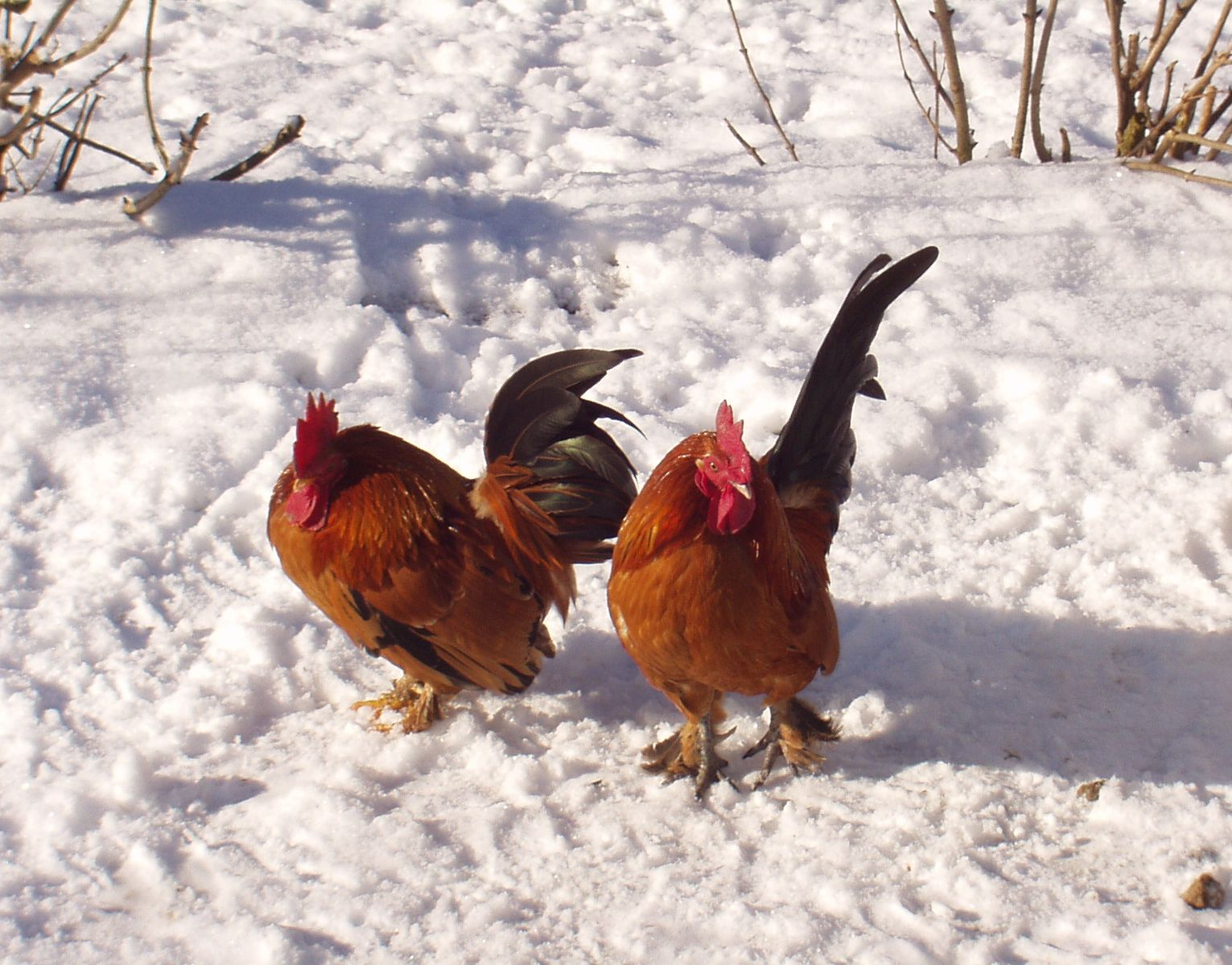
Como as aves bem parecem saber, o ar possui baixa condutividade térmica.

A forma predominante de calor entre o ser vivo e o ambiente gasoso dá-se na forma de radiação. Os óculos infravermelho, normalmente utilizados por militares a fim de propiciar a visão noturna, são sensíveis justamente á radiação térmica que tem origem nos corpos aquecidos, cada ser humano correspondendo a uma lâmpada infravermelha acesa de 100 W, nesse caso. As parcelas de calor associadas à convecção e condução térmica, embora existam, são pouco expressivas frente à radiação quando o ambiente é o ar; mas dentro da água essas podem mostrar-se de relevante importância. A taxa de calor entre o corpo e o ambiente aquático é expressivamente maior do que a medida entre o corpo e o ar devido justamente ao considerável aumento dessas parcelas. Permanências não muito prolongadas em ambientes aquáticos à baixa temperatura podem facilmente conduzir ao estado de hipotermia do organismo.
Mantidas as demais condições inalteradas, uma redução na temperatura do ambiente aumenta a taxa de calor entre o organismo e o ambiente. A taxa de calor mostra-se tipicamente proporcional à diferença de temperaturas, e a redução de temperatura aumenta a diferença de temperaturas entre o organismo e o meio, de forma que, nessa situação, o organismo transfere ao meio, em um dado intervalo de tempo, mais energia térmica do que aquela gerada pelo seu metabolismo, quando em repouso, no mesmo intervalo de tempo. A energia interna e temperatura do corpo, mantida tais condições, irão gradualmente diminuir até o corpo atingir uma nova temperatura onde as taxas novamente se igualem. Contudo, ocorre que a diminuição da temperatura leva geralmente também a um comprometimento do organismo, e a uma redução de seu metabolismo, o que reduz ainda mais a taxa de produção de energia térmica. Tem-se então uma realimentação positiva que tende a baixar ainda mais a temperatura corporal para o equilíbrio, o que compromete ainda mais o metabolismo, resultando em um processo retroalimentado que facilmente pode levar à falência do organismo. A fim de evitar tal colapso, o organismo lança mão dos dispositivos que possui para aumentar a taxa de produção de energia térmica. Notórios são os tremores e calafrios característicos quando em ambientes frios, esses literalmente resultantes de atividades físicas musculares que visam a aumentar o metabolismo e a taxa de produção de energia térmica.
A grande maioria dos náufragos do Titanic faleceram em virtude de hipotermia induzida pelas gélidas águas do atlântico norte. As altas taxas de calor associadas às baixas temperaturas são também responsáveis pelo maior consumo de alimentos no inverno se comparado ao consumo durante o verão.
Caso a temperatura ambiente eleve-se acima da temperatura ideal, há uma redução na diferença de temperaturas entre o organismo e o ambiente, o que acarreta uma redução da taxa de calor dirigida ao ambiente. Mantidas as condições inalteradas, o organismo agora produz, em repouso, mais energia térmica do que entrega para o ambiente. O saldo positivo faz essa energia acumular-se no organismo, e seu acúmulo traduz-se por um aumento na temperatura do organismo. A fim de evitar tal aumento de temperatura, o organismo reage de forma a reduzir o máximo possível seu metabolismo, o que leva a letargia e ao desânimo inerente aos dias quentes.
A hipertermia pode mostrar-se também fatal. Ao contrário do que se poderia pensar, uma aumento demasiado da temperatura corporal também compromete o metabolismo. As reações metabólicas são catalíticas, sendo os catalisadores biológicos normalmente denominados enzimas. Enzimas são proteínas com formatos adequados aos seus propósitos; e desnaturam-se, mudando de forma, caso a temperatura se eleve. A perda de suas habilidades catalíticas em virtude da desnaturação colapsa o sistema metabólico da mesma forma que esse colapsaria sob temperaturas baixas: as reações tornam-se muito lentas. Assim, se a temperatura ambiente for mantida acima da temperatura padrão do organismo por períodos prolongados de tempo, tal condição pode mostrar-se fatal. Além de não mais haver calor entre o organismo e o ambiente, observa-se nesse caso a presença de calor entre o ambiente e o organismo. Além de não se livrar da energia térmica que produz, esse ainda tem agora que lidar com a energia que recebe do ambiente.

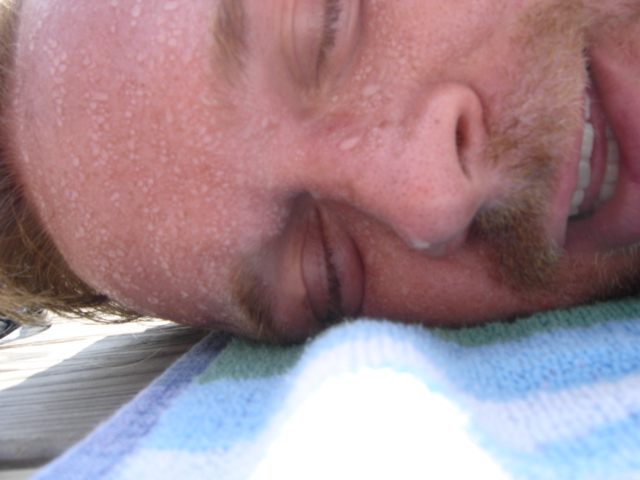
Suor na face de uma pessoa. Em ambientes com temperaturas elevadas, a fim de aumentar o calor entre o organismo e seu ambiente externo imediato, os vasos sangüineos superficiais se dilatam, e da pele emerge o suor. A ausência de calor entre o organismo e seu ambiente externo pode levar a um quadro de hipertermia, ou mesmo à morte. Os casos de desidratação podem ser igualmente fatais.

O mecanismo encontrado pelo organismo diante de tal situação, além da redução de seu metabolismo, é molhar-se, o que dá origem ao suor. A estratégia é simples. A água, para transitar entre os estados líquido e de vapor, absorve considerável quantidade de energia térmica, e a usa integralmente para promover a mudança de fase, de forma que a temperatura do vapor que acabou de abandonar o líquido é para todos os efeitos a mesma que a do líquido. Embora a afirmativa mostre-se exatamente correta para o caso de ebulição, essa não estrutura-se de forma muito diferente na evaporação simples. A evaporação do suor requer energia térmica, e absorve essa energia térmica do organismo; fornecendo assim um mecanismo para a manutenção de sua temperatura mesmo frente à maior temperatura do ambiente. Há literalmente calor entre o organismo e o suor; e entre o ambiente e o suor, caso aquele esteja a uma temperatura mais elevada do que a temperatura do suor (e do organismo).  Mecanismo idêntico é o responsável pelos filtros de água feitos a barro fornecerem sempre água fresca, à temperatura mais baixa que o ambiente, nos dias quentes; e constitui o princípio de funcionamento dos psicrômetros.
O mecanismo de suor conta com a evaporação, que dá-se de forma fácil quando a umidade relativa está baixa, mas simplesmente não ocorre quando essa é igual ou superior a 100%. Assim, justifica-se o fato dos dias quente e úmidos serem muito mais desagradáveis aos seres homeotérmicos do que os dias quentes e secos; e dos dias quentes no Iraque serem geralmente mais toleráveis do que os dias com temperaturas similares no Amazonas.
Em dias quentes ou com umidades relativas muito baixas o consumo de líquidos deve ser abundante. Nesses dias, sobretudo naqueles com temperaturas acima da temperatura corporal, especial atenção deve ser despendida a fim de evitar-se a desidratação, quadro que também pode, assim como a hipertermia ou hipotermia, facilmente levar ao colapso do organismo.
Na europa, no verão de 2006, temperaturas que bateram vários recordes foram registradas por período prolongado de tempo. Dados os quadros de hipertermia e desidratação, as condições climáticas associadas foram responsáveis pela morte de um número apreciávelde pessoas ao longo do continente, mesmo diante da mobilização das autoridades a fim de evitarem-se maiores consequências.

### Calor e a Química

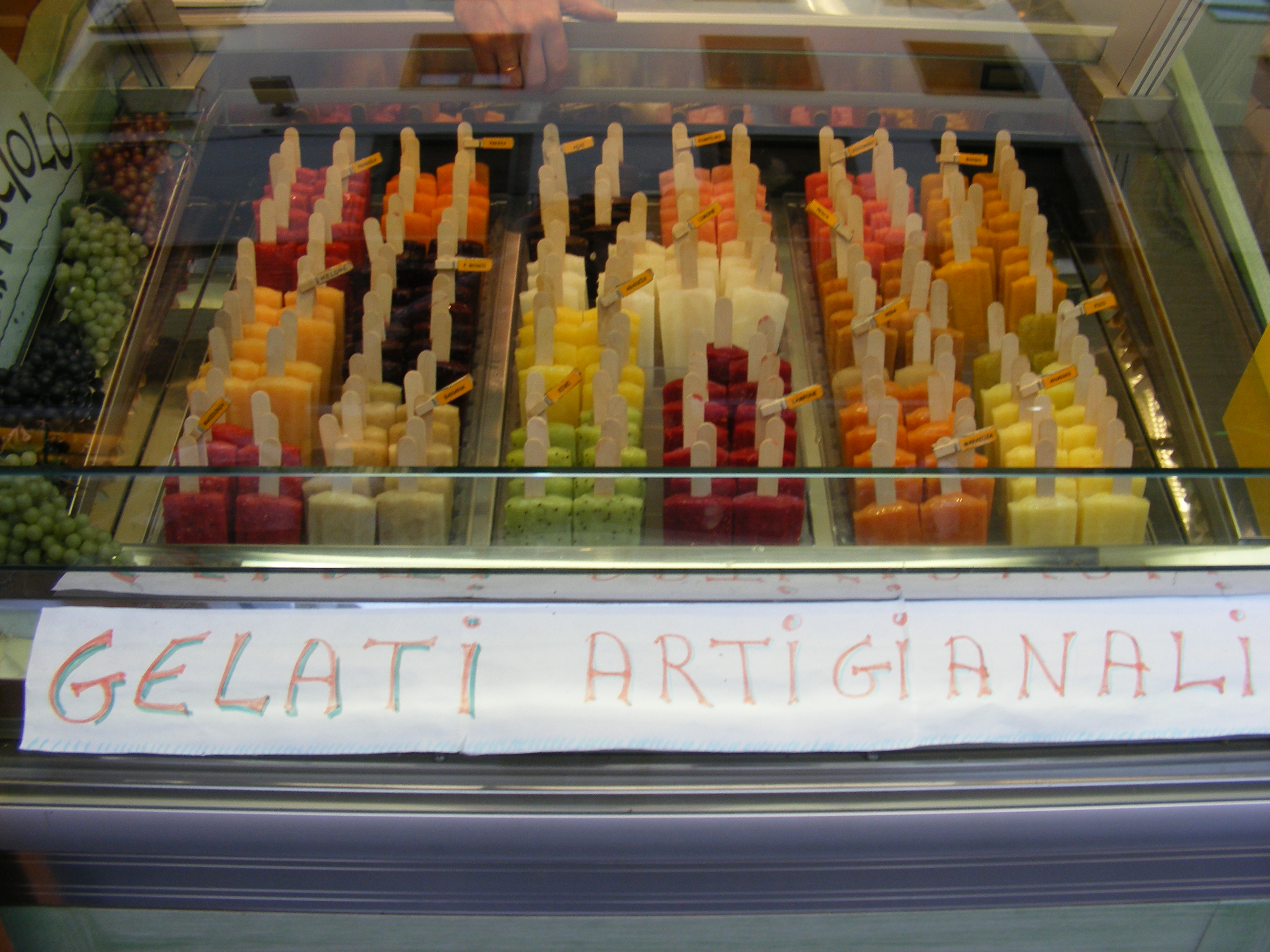
A fim de fazerem-se picolés, uma mistura líquida degustável, juntamente com o palito, são colocados em um recipiente metálico, rodeados externamente por gelo. Sal de cozinha é então adicionado ao gelo, e juntos dissolvem-se. A temperatura da mistura salobra cai drasticamente, e o calor entre a mistura degustável e a mistura salobra leva a primeira a congelar, formando o picolé.

Reações químicas são processos que em escala atômica levam a alterações nas posições relativas de átomos ou íons de forma a dar-lhes nova configuração molecular, iônica ou similar. Basicamente há uma redistribuição da nuvem eletrônica entre os núcleos atômicos que estruturam a matéria e suas micropartes, de forma que, na nova configuração, essa geralmente situa-se em posições distintas das ocupadas antes da reação. Na reação entre hidrogênio e oxigênio, a exemplo, nuvens eletrônicas que antes estendiam-se por sobre dois núcleos de hidrogênio justapostos, ou por sobre dois íons de oxigênio justapostos, são desfeitas; e novas nuvens eletrônica são estabelecidas sobre um núcleo de oxigênio e dois de hidrogênio, ligando-os quimicamente através de ligações no caso específico nomeadas ligações covalentes. Hidrogênio e oxigênio reagem estequiometricamente de forma explosiva a fim de formar água.
As mudanças nas posições relativas entre elétrons e elétrons e entre elétrons e núcleos carregados, resumidamente a mudança nos orbitais eletrônicos,  implicam considerável variação na energia potencial elétrica - e também, de forma menos expressiva, na energia magnética - associada à distribuição espacial das cargas nas estruturas que compõem a matéria. À energia acumulada na distribuição espacial das cargas, quer potencial elétrica quer de natureza magnética, dá-se usualmente o nome de energia química, de forma que reações químicas implicam quase sempre consideráveis variações na energia química atreladas ao sistema.
A conservação da energia exige que haja um balanço entre as variações na energia química e outras formas de energia. Em particular, na grande maioria das reações químicas o balanço energético é conseguido via transformações da energia química em energia térmica, ou vice-versa. O que denomina-se por energia térmica corresponde em realidade à soma das energias de movimento - energias cinéticas - de todas as partículas do sistema. A temperatura de um sistema pode, aparte pormenores, ser entendida como uma média por partícula dessa energia, ou seja, como uma medida da energia cinética média por partícula do sistema. Pode-se pensar a temperatura, grosso modo, como proporcional à razão entre a energia térmica do sistema e o número de partículas que o compõe. Reações químicas são assim responsáveis por determinar não raro consideráveis variações na temperatura do sistema, de forma a torná-los potenciais fontes de calor ao determinarem apreciáveis diferenças de temperatura entre o sistema e sua vizinhança.
Como exemplo de reações químicas implicando calor tem-se tipicamente a combustão do gás de cozinha, onde butano ou propano reagem quimicamente com oxigênio, liberando, em se tratando de reação química completa, gás carbônico, água em forma de vapor, e energia térmica na forma de calor para a vizinhança. Uma situação inversa ocorre ao se misturar água e gelo. Reações resultantes da mistura levam a um aumento na energia química às custas da energia térmica do sistema, de modo que a temperatura do sistema cai drasticamente, mesmo observando-se a liquefação do gelo. Em um caso típico, a mistura de sal de cozinha à temperatura ambiente com gelo próximo à sua temperatura de fusão (0 °C) forma uma mistura salobra líquida cuja temperatura encontra-se tão logo formada cerca de duas dezenas de graus abaixo de zero. Há considerável calor do ambiente para o sistema nesse caso, e ao passo que a combustão do gás é utilizada para cozer os alimentos, a mistura de água e gelo é muito comum no processo de fabricação de picolés.
Há uma subárea da química voltada especificamente para o estudo dos calores conseguidos via reações químicas entre o ambiente e o sistema reativo: a termoquímica. Uma grandeza física muito útil em tais estudos, caracterizando-se conforme definida como potencial termodinâmico, ou seja, como propriedade do sistema, é a entalpia. Em reações químicas que dão-se sob pressão constante, o calor estabelecido entre o ambiente e o sistema, facilmente mensurável em calorímetros, corresponde à variação de entalpia do sistema. Os livros de termoquímica são facilmente reconhecidos por terem estampados junto às equações químicas de diversas reações importantes as respectivas variações de entalpia mensuradas, ou seja, os calores observados na reação.
Considerações quanto às energias envolvidas nas reações químicas são também importantes no estudo do metabolismo dos seres vivos; o que remete diretamente às relações entre calor, temperatura e energia interna dos seres vivos conforme já apresentadas na subseção anterior.

## Propagação de calor

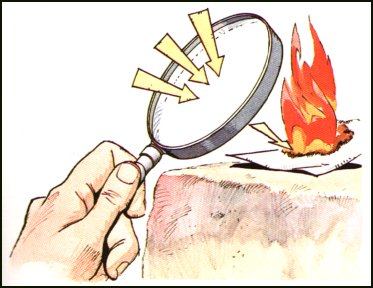
Em uma simples experiência como a ilustrada na figura verificam-se as presenças das três formas básicas de calor: radiação, condução e convecção.

Os processos físicos atrelados à existência de calor podem ser separados essencialmente em dois grupos: os que demandam a existência de matéria entre os sistemas ou entre as partes em consideração; e os que ocorrem mesmo em ausência de matéria entre as partes. Nesse último grupo, os processos físicos apoiam-se essencialmente no princípio do calor por radiação. No primeiro grupo, contudo, separam-se os processos físicos em dois subconjuntos: um onde agrupam-se os processos que demandam a existência de matéria sem contudo implicarem a dinâmica dessa, apoiados no princípio do calor por condução; e outro onde os processos não apenas requerem mas também implicam dinâmica material, esses fundamentalmente apoiados no principal do calor por convecção.
De forma elucidativa, citam-se como exemplos que, entre a chama de um fogareiro e o alimento sendo cozido no interior de uma panela metálica, verifica-se a presença de calor por condução; que no interior de uma geladeira com um congelador em sua parte superior verifica-se movimento de ar quente em sentido ascendente e de ar frio em sentido descendente, estabelecendo a presença de calor por convecção. Já a transferência de energia entre o Sol e a Terra dá-se em totalidade prática via calor por radiação.
Embora um deles acabe usualmente por mostrar-se mais importante que os demais, na prática há diversos casos onde subprocessos baseados no calor por radiação, calor por condução e calor por convecção coexistem harmonicamente ou mesmo de forma indissociável, todos contribuindo para a taxa total de calor mensurável experimentalmente, e assim relevantes à análise do processo global. A consideração ou não de cada um deles faz-se em acordo com a situação.

### Condução
Aparte os gases ideais - uma idealização extremamente útil como primeiro passo no estudo e compreensão dos sistemas físicos termodinâmicos - verifica-se que a estrutura da matéria conforme atualmente concebida implica relações ora mais ora menos vigorosas entre as partículas fundamentais que a integram. Particularmente importante no estado sólido, e gradualmente menos significativa nos líquidos e nos gases reais, em escala atômica as relações entre as partículas em questão - os átomos - são sobretudo as determinadas por interações de natureza elétrica. Quer ionizados quer não, em sólidos os átomos assumem posições relativas tais que, caso esses tentem se afastar demasiadamente, os efeitos elétricos oriundos da interação das nuvens eletrônicas entre si e com os respectivos núcleos atômicos estabelecem forças que novamente os aproximam. Contudo a aproximação em demasia também implica forças de natureza elétrica, agora repulsivas. O balanço entre as duas situações estabelece configurações espaciais de equilíbrio, sendo responsável, entre outros, pelas estruturas das ligações covalentes bem como da amostra como um todo em compostos moleculares; pelas disposições dos íons bem como pelo parâmetros de rede em estruturas iônicas cristalinas; e pelas características dos materiais com ligações metálicas.
O comportamento de tais interações é descrito via considerações acerca das energias potenciais elétricas - no contexto nomeada energia química - envolvidas. Embora as energias potenciais sejam usualmente dependente das separações atômicas de maneira não muito trivial, os cálculos demonstram que, para pequenos deslocamentos em torno das posições de equilíbrio, tal dependência pode ser muito bem descrita via uma aproximação quadrática. Tal potencial energético implica diretamente, como resposta às equações dinâmicas, movimentos harmônicos em torno dos pontos de equilíbrio para as partículas em questão; em tudo similares aos movimentos descritos por objetos maciços quando atrelados a molas e sujeitos à lei de Hooke. A aproximação torna-se gradualmente menos precisa para os líquidos e talvez inadequada os gases reais em virtude do gradual aumento nas amplitudes de movimento das partículas em torno dos assumidos existentes pontos de equilíbrio, contudo para sólidos e líquidos o princípio permanece essencialmente válido. Sendo característico do comportamento elástico, a aproximação de potencial parabólico em torno dos pontos de equilíbrio permite por comparação modelar a matéria como um conjunto de partículas puntuais inter-acopladas por molas; e em tal modelo é fácil compreender-se a natureza da transmissão de energia térmica por condução.
A condução é feita devido às moléculas de maior energia cinética, oscilando com maiores amplitudes em torno dos pontos de equilíbrio, transmitirem energia através dos acoplamentos elásticos para as partículas vizinhas menos energéticas. Lembrando-se do conceito de temperatura como grandeza proporcional à energia cinética média das partícula do sistema, percebe-se claramente a diferença de temperaturas como sendo o fator causal do calor por condução.
A condução é, conforme esperado, geralmente muito significativa em sólidos e líquidos, mas certamente também ocorre, contudo de forma menos importante, em gases. Considerado que os gases reais não são a rigor gases ideias, sabe-se que há interação entre as partículas que o compõem, de forma que o modelo anterior não mostra-se de todo errado. Contudo, mesmos no caso dos gases ideais - onde não verifica-se, por definição, qualquer acoplamento entre as partículas que o definem - pode-se ainda conceber a existência de condução térmica, visto que essas partículas ainda interagem, contudo apenas com as paredes do recipiente que as encerram. Se duas paredes em extremidades opostas do recipiente contendo um gás ideal forem mantidas à temperaturas diferentes, verificar-se-á fluxo de calor por condução entre as mesmas visto que as partículas gasosas, embora possam mover-se livremente no interior do recipiente, encontrando-se contudo por esse confinadas, e por tal colidindo ora com uma, ora com a outra parede do recipiente.
Quantitativamente, a taxa ou fluxo de calor {\displaystyle \phi } - também nomeada corrente térmica (corrente de calor) é usualmente medido em joules por segundo (watts), ou de forma alternativa em calorias por segundo - que ocorre em uma barra cilíndrica ou prismática cujas extremidades estejam conectadas a reservatórios térmicos a diferentes temperaturas, e cuja extensão longitudinal encontre-se envolta por isolante térmico, quando em regime estacionário, é função das dimensões da barra, do material do qual é feita, e da diferença de temperaturas entre as fontes quente e fria às quais essa encontra-se conectada. Empiricamente determina-se, o que ficou conhecido como Lei do resfriamento de Newton, que:
{\displaystyle \phi _{(\kappa ,L,A,\Delta T)}=-\kappa {\frac {A\Delta T}{L}}}
com
{\displaystyle \phi ={\frac {\Delta Q}{\Delta t}}}.
Nas expressões acima têm-se:

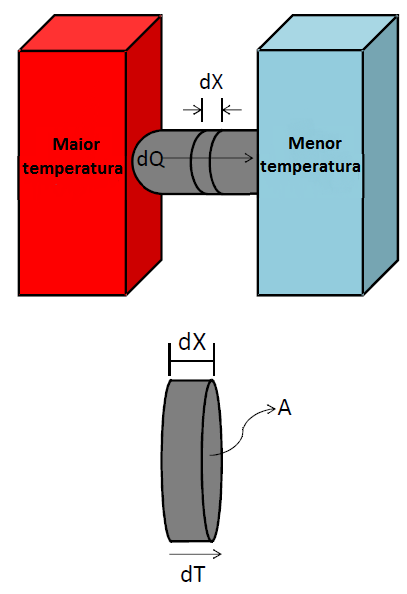
Barra material intercalada entre dois reservatórios térmicos a diferentes temperaturas. Há uma transferência de calor Q através da barra a uma taxa que depende do comprimento x = L bem como da seção reta A da barra; do material do qual a barra é feita; e também da diferença de temperaturas dos reservatórios. A barra e os reservatórios encontram-se envoltos por fronteira adiabática (não representada).

- {\displaystyle A:} área da seção reta perpendicular ao fluxo de calor;
- {\displaystyle \Delta t:} intervalo de tempo considerado;
- {\displaystyle \Delta T:} diferença de temperaturas entre os extremos da barra;
- {\displaystyle \Delta Q:} quantidade de calor que flui através da seção no intervalo {\displaystyle \Delta t} considerado;
- {\displaystyle L:} comprimento da barra (X na figura);
- {\displaystyle \kappa :} condutividade térmica, constante que caracteriza o material do qual a barra é feito.

Apresenta-se também uma tabela com as condutividades térmicas para alguns materiais de uso frequente.
| Substância  | {\displaystyle ({\frac {W}{mK}})} | {\displaystyle ({\frac {({\frac {Kcal}{s}})}{(m^{o}C)}})} | Substância | {\displaystyle ({\frac {W}{mK}})} | {\displaystyle ({\frac {({\frac {Kcal}{s}})}{(m^{o}C)}})} |
| ----------- | --------------------------------- | --------------------------------------------------------- | ---------- | --------------------------------- | --------------------------------------------------------- |
| Prata       | 406                               | 0,097                                                     | Hidrogênio | 0,14                              | 33 x 10 −6                                                |
| Cobre       | 385                               | 0,092                                                     | Gelo a 0oC | 2,2                               | 0,53 x 10 −3                                              |
| ouro        | 317                               | 0,076                                                     | Amianto    | 0,09                              | 22 x 10 −6                                                |
| alumínio    | 205                               | 0,049                                                     | Vidro      | [0,6 - 0,8]                       | [0,14 - 0,19] x 10 −3                                     |
| chumbo      | 34,7                              | 8,3 x 10 −3                                               | Concreto   | 0,8                               | 0,19 x 10 −3                                              |
| Titânio     | 21,9                              | 5,2 x 10 −3                                               | Baquelite  | 1,4                               | 0,33 x 10 −3                                              |
| Ferro       | 80,2                              | 0,019                                                     | Madeira    | [0,04 - 0,26]                     | [9,6 - 62]x 10 −6                                         |
| Aço carbono | 50                                | 0,012                                                     | Cortiça    | 0,04                              | 9,6 x 10 −6                                               |
| Aço inox    | 14                                | 3,3 x 10 −3                                               | Aerogel    | 0,003                             | 0,7 x 10 −6                                               |
| ar          | 0,024                             | 5,7 x 10 −6                                               | Mylar      | 0,0001                            | 0,02 x 10 −6                                              |

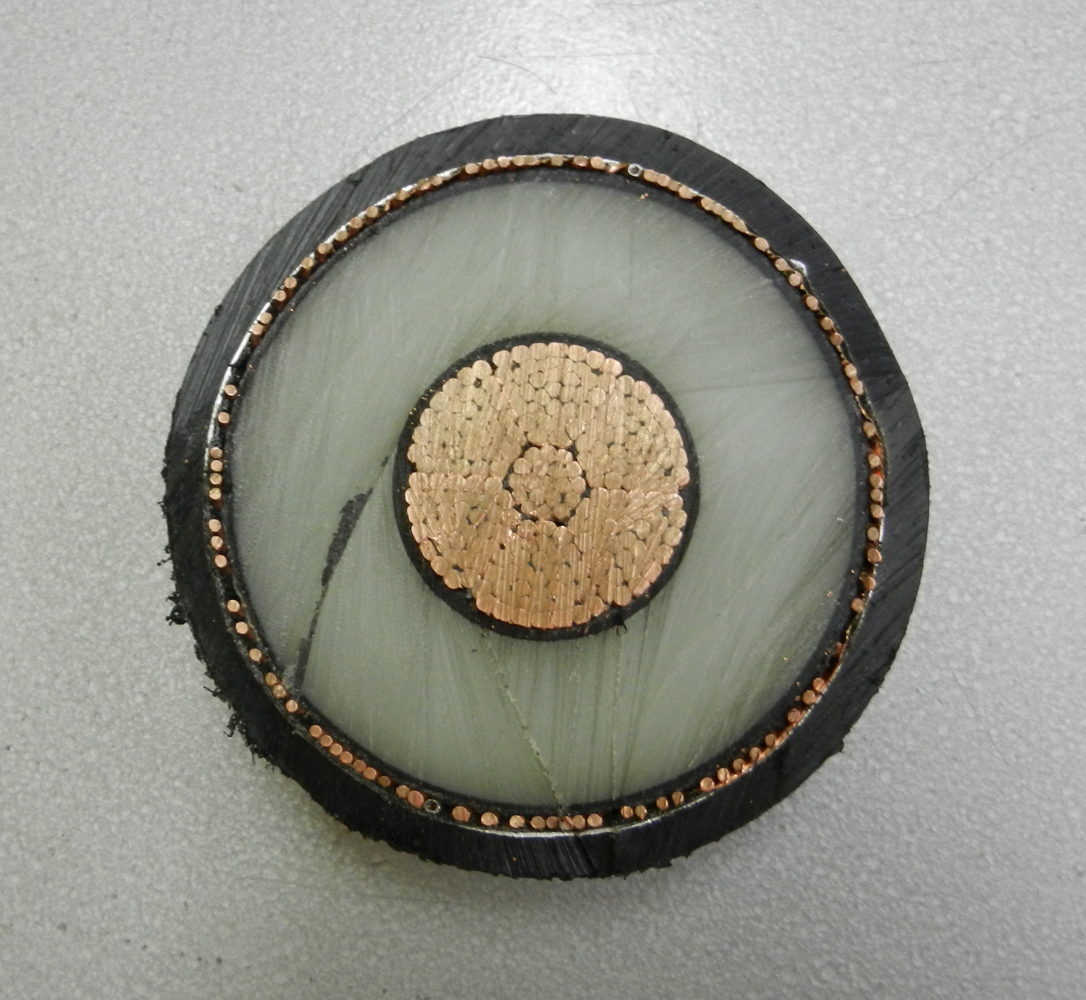
Cabo coaxial: composto por cilindro e tubos concêntricos, de materiais diferentes. Um exemplo ilustrativo de objeto com ausência de isotropia em sua seção reta, contudo dotado de simetria axial.

Os princípios físicos envolvidos no problema acima constituem o ponto de partida para a solução de qualquer problema relativo ao calor por condução. Como mero exemplo de seu uso, considerando-se ainda a situação em regime estacionário, o fundamento matemático atrelado pode ser estendido a cilindros ou prismas não isotrópicos ao longo das seções retas, para tal bastando transpor-se a área A para o outro lado da equação a fim de definir-se uma nova grandeza, denominada densidade de corrente térmica {\displaystyle {\bar {I}},} tal que:
{\displaystyle {\bar {I}}={\frac {\phi }{A}}={\frac {\Delta Q}{A\Delta t}}}
Tal definição, em termos diferenciais, implica:
{\displaystyle I_{(\kappa ;{\frac {dT}{dx}};y;z)}=-\kappa _{(y,z)}{\frac {dT}{dx}}}
com
{\displaystyle I_{(\kappa ;{\frac {dT}{dx}};y;z)}={\frac {d\phi }{dA}}|_{y,z}={\frac {dQ}{dAdt}}|_{y,z}}
Na expressão acima,  {\displaystyle I} representa a densidade de corrente de calor em um diferencial de área dA situado em um ponto específico (x,y,z) do volume, ponto esse caracterizado por uma condutividade térmica {\displaystyle \kappa _{(y,z)}} constante ao longo do eixo x (o eixo axial). Os termos dQ, dA, dT bem como dt são os respectivos diferenciais atrelados às grandezas anteriormente definidas, determinados em cada ponto do volume em consideração.
A diferença entre {\displaystyle {\bar {I}}} e {\displaystyle I} reside basicamente no fato de que {\displaystyle {\bar {I}}} representa, no caso geral, o valor médio de {\displaystyle I} sobre a seção reta total A do prisma ou cilindro especificado:
{\displaystyle {\bar {I}}={\frac {1}{A}}\int _{A}I_{(y,z)}dA}
No caso da barra isotrópica antes considerado, sendo o material essencialmente o mesmo em todos os pontos, {\displaystyle {\bar {I}}} iguala-se a {\displaystyle I} em qualquer ponto.
A integração é fácil quando tem-se (dT/dX) = (dT/dL) constante e por tal facilmente conhecido - o que ocorre quando há simetria longitudinal de fluxo de calor, conforme considerado - contudo pode implicar problemas bem mais sofisticados - exigindo considerações vetoriais e a aplicação de conceitos como solução por séries de Fourier bem como técnicas específicas, a exemplo as aplicadas nos problemas com condições de contorno não adiabáticas de Neumann ou Dirichilet - nos casos onde não há tal simetria e a próprio gradiente de temperatura (dT/dX no caso considerado) é também uma grandeza a ser determinada, como função não apenas de cada ponto do objeto em consideração mas também  como função do tempo. Buscam-se nesses casos as determinações não apenas dos estados estacionários condizentes com as condições de contorno fornecidas como também a evolução do sistema no tempo; incluso o comportamento transitório, a partir do estado inicial também fornecido. Tais problemas são usualmente complicados o suficiente para demandarem artigo específico e, por vezes, seções inteiras de livros sobre equações diferenciais. As presenças de fontes térmicas também devem ser consideradas, e estas geralmente complicam ainda mais os problemas; que matematicamente consistem em se buscar as soluções adequadas para a equação diferencial parcial conhecida como Equação da Condução de Calor:
{\displaystyle {\frac {\partial u}{\partial t}}=\mu \nabla ^{2}u_{({\vec {r}},t)}+f_{({\vec {r}},t)}}
Na equação acima, {\displaystyle u_{({\vec {r}},t)}=u_{(x,y,z,t)}} corresponde ao campo de temperaturas como função do tempo e das coordenadas espaciais procurado; e {\displaystyle f({\vec {r}},t)} informa acerca das fontes térmicas presentes no sistema sob análise; o "nabla quadrado" ({\displaystyle \nabla ^{2}}) representa o operador Laplaciano - em essência derivadas parciais de segunda ordem em relação a cada uma das coordenadas espaciais; e {\displaystyle \eta } é o coeficiente de difusão térmica, constante intimamente relacionada à condutividade térmica k.
A equação de condução do calor é matematicamente obtida a partir dos princípios físicos básicos encerados na Lei do resfriamento de Newton.
O estudo do calor por condução mostra-se relevante em eletrônica em virtude da integração dos circuitos eletrônicos. Os dissipadores de energia térmica, popularmente conhecidos como dissipadores de calor, funcionam essencialmente via calor por condução. A condução térmica tem grande aplicação também no estudo e projeto das máquinas térmicas, a exemplo nos projetos dos motores a combustão interna, bem como nos projetos de dispositivos refrigeradores, como geladeiras e ares-condicionados.

### Convecção
A convecção já não é a nível molecular como era o caso da condução. Esta já pode ser de duas formas, por convecção natural em que é devido à diferença de densidade do fluido devido ao aquecimento do fluido ou por convecção forçada em que existe um mecanismo externo ao sistema a forçar o movimento do fluido. Este mecanismo é segundo a Lei de Newton.
q=h(T_s-T_∞)
Em que:
qx é a taxa de transferência de calor por unidade de área perpendicular à superfície em [W/m²].
h é o coeficiente de transferência de calor que depende das condições e natureza do escoamento, da geometria da superfície e das propriedades do fluido em [W/m²*K].

### Radiação
Qualquer corpo ou superfície a uma temperatura superior ao zero absoluto emite radiação electromagnética por alteração na configuração electrónica de átomos e moléculas. A radiação térmica está restrita aos comprimentos de onda entre 0,1 e 100 μm do espectro electromagnético. A propagação de ondas electromagnéticas (ou fotões) ocorre através de corpos ou fluidos não opacos, ou no vácuo, não precisando, portanto, da existência de matéria. A lei básica é a lei de Stefan-Boltzmann. Como se pode concluir, o transporte de energia associado a este mecanismo é qualitativamente diferente dos mecanismos referidos acima (condução e convecção). Contudo, uma vez que todas as superfícies emitem radiação térmica, e esta será tanto maior quanto mais elevada for a temperatura, se um corpo emitir mais energia do que aquela que recebe proveniente das superfícies envolventes, a temperatura desse corpo diminuirá.

## Tipos de calor
- Calor sensível: provoca apenas a variação da temperatura do corpo. A quantidade de calor sensível (Q) que um corpo de massa (m) recebe é diretamente proporcional à sua variação de temperatura ({\displaystyle \Delta T}). Logo, é possível calcular a quantidade de calor sensível usando a seguinte fórmula:

- Calor latente: provoca algum tipo de alteração na estrutura física do corpo. É a quantidade de calor que a substância troca por grama de massa durante a mudança de estado físico. É representado pela letra L. É medido em caloria por grama (cal/g).

Para calcular o calor latente é necessário utilizar a seguinte expressão:
Onde Q é a quantidade de calor recebida ou cedida pelo corpo, m é a massa do corpo e L é o calor latente ou calor de transformação mássico (é a energia necessária fornecer á massa de 1 kg de substância para que mude de estado).

## Calor específico (c)
Ao contrário da capacidade térmica, o calor específico não é característica do corpo, mas sim característica da substância. Corresponde à quantidade de calor recebida ou cedida por 1 g da substância que leva a uma variação de 14,5 °C para 15,5 °C na temperatura do corpo em questão. É dado pela relação da capacidade térmica do corpo pela sua massa. É representado pela letra c (minúscula) e é medido em cal/g.°C ou cal/g.K:
Onde c é o calor específico, C é a capacidade térmica e m é a massa.

## Quantidade de CalorΔQ{\displaystyle \Delta Q}
Grandeza física que determina a variação na quantidade de energia térmica em um corpo, ou seja, determina a energia térmica que transitou para outro corpo ou que mudou de natureza. A unidade do SI para quantidade de calor é o J (Joule), mas é comum usar cal (Caloria) ou Cal (Caloria lateral).

## Fórmulas
A quantidade de calor pode ser representada por {\displaystyle \Delta E_{T},} representando uma variação de energia térmica no corpo (perceba que a energia não se perde, apenas transita ou muda de natureza).

### Quantidade de calor sensível
Essas são as fórmulas para se calcular a quantidade de calor que não causa mudança de estado físico, apenas de temperatura.
A quantidade de calor sensível ({\displaystyle Q_{c_{S}}}) pode ser calculada a partir da potência de uma fonte térmica ({\displaystyle Pot_{T}}) e do tempo de fornecimento de energia a partir dessa fonte térmica ({\displaystyle \Delta t}).
{\displaystyle Q_{c_{S}}=\Delta t\cdot Pot_{T}}
Também é possível calcular a quantidade de calor a partir da massa da substância que sofre variação térmica ({\displaystyle m}), do calor específico dela ({\displaystyle c}) e da variação térmica que o corpo sofre ({\displaystyle \Delta T}).
{\displaystyle Q_{c_{S}}=m\cdot c\cdot \Delta T}

### Quantidade de calor latente
É a quantidade de calor que causa mudança de estado físico, mas não de temperatura.
A quantidade de calor latente ({\displaystyle Q_{c_{L}}}) pode ser calculada pelo calor latente ({\displaystyle L}) e pela massa da substância.
{\displaystyle Q=L\cdot m}